# Romina Oprandi
Romina Sarina Oprandi (* 29. März 1986 in Jegenstorf) ist eine ehemalige schweizerisch-italienische Tennisspielerin. Sie lebt in Bern.

## Karriere
Früh wurde ihr Talent für den Tennissport erkannt. Ihr Vater liess für sie in Bern eine Tennishalle bauen, die noch heute steht. Doch die Tochter hatte grosse Probleme mit ihrem rechten Arm, so dass sie aus medizinischen Gründen ihre Karriere unterbrechen musste. Nach ihrer Genesung wollte sie Erfolge auf der WTA Tour erzielen.
Da sich Oprandi nicht ausreichend gefördert fühlte und ihre Familie sich mit Vertretern des Schweizer Tennisverbands zerstritten hatte, wechselte sie mit 17 Jahren zum italienischen Tennisverband, was aufgrund ihrer doppelten Staatsbürgerschaft möglich war. Bis zu den Australian Open im Jahr 2012 ging sie als Italienerin an den Start. Im Februar 2012 kehrte sie schliesslich zum Schweizer Verband zurück, beim WTA-Turnier in Bogota im selben Monat trat sie erstmals wieder als Schweizerin an.
Im Fed Cup stand Oprandi 2006 im Aufgebot des späteren Siegers Italien, kam aber nicht zum Einsatz. Auch im Halbfinal gegen Spanien war sie zusammen mit Mara Santangelo für das Doppel vorgesehen, das allerdings nicht mehr gespielt wurde. 2013 wurde sie in die Schweizer Fed-Cup-Mannschaft berufen, für die sie seither in vier Einzelpartien drei Siege erringen konnte.
Im Mai 2006 startete Oprandi mit einer Wildcard beim WTA-Turnier in Rom, bei dem sie sich bis in den Viertelfinal kämpfte, in dem sie Swetlana Kusnezowa mit 4:6, 7:5 und 6:75 unterlag. Durch diesen Erfolg erreichte sie die Top 100 der WTA-Weltrangliste. In Wimbledon nahm sie 2006 zum ersten Mal an einem Grand-Slam-Turnier teil. Nachdem sie die Qualifikation überstanden hatte, hiess ihre erste Gegnerin im Hauptfeld wiederum Kusnezowa, gegen die sie auch diesmal den Kürzeren zog (3:6, 2:6).
Nach ihrem Ausscheiden 2013 in Wimbledon (Aufgabe im dritten Satz) spielte Oprandi bis Februar 2014 kein Turnier mehr. In Midland feierte sie beim dortigen ITF-Turnier ein erstaunliches Comeback; als Nummer 114 der Weltrangliste besiegte sie die Top-40-Spielerin Bojana Jovanovski. Sie erreichte in Bogotá den Viertelfinal und das Endspiel beim WTA-Turnier in Marrakesch. Nach einem Halbfinalerfolg über die topgesetzte Daniela Hantuchová unterlag sie María Teresa Torró Flor in drei Sätzen. Mit Garbiñe Muguruza als Partnerin gewann sie dort die Doppelkonkurrenz und damit ihren ersten WTA-Titel.
Im April 2020 gab Oprandi ihren Rücktritt vom Profitennis bekannt. Mit einer Partnerin hat sie eine Firma gegründet, mit der sie die Führung des Sportzentrums Thalmatt in Herrenschwanden bei Bern übernommen hat. Ausserdem ist Oprandi als Leiterin der Tennisschule, diplomierte Personal Trainerin sowie Ernährungsberaterin tätig.

## Turniersiege

### Einzel
| Nr. | Datum              | Turnier           | Kategorie    | Belag           | Finalgegnerin          | Ergebnis        |
| --- | ------------------ | ----------------- | ------------ | --------------- | ---------------------- | --------------- |
| 1.  | Mai 2004           | Elda              | ITF $10.000  | Sand            | Nuria Roig             | 6:2, 6:3        |
| 2.  | Februar 2005       | Mallorca          | ITF $10.000  | Sand            | Anna Floris            | 6:3, 6:0        |
| 3.  | März 2005          | Las Palmas        | ITF $10.000  | Sand            | Tina Schiechtl         | 6:3, 6:2        |
| 4.  | März 2005          | Rom               | ITF $10.000  | Sand            | Ana Jovanović          | 6:4, 7:64       |
| 5.  | April 2005         | Rom               | ITF $10.000  | Sand            | Magda Mihalache        | 6:4, 6:4        |
| 6.  | Mai 2005           | Casale Monferrato | ITF $10.000  | Sand            | Sandra Záhlavová       | 6:2, 6:0        |
| 7.  | November 2005      | Mexiko-Stadt      | ITF $25.000  | Sand            | Kyra Nagy              | 6:3, 6:0        |
| 8.  | November 2005      | Puebla            | ITF $25.000  | Sand            | Jenifer Widjaja        | 6:1, 6:1        |
| 9.  | April 2006         | Pitignano         | ITF $25.000  | Hartplatz       | Alberta Brianti        | 6:1, 1:6, 6:4   |
| 10. | Mai 2006           | Torrent           | ITF $25.000  | Sand            | Jekaterina Makarowa    | 6:1, 6:3        |
| 11. | Mai 2006           | Antalya           | ITF $25.000  | Sand            | Petra Cetkovská        | 6:3, 7:5        |
| 12. | September 2006     | Denain            | ITF $75.000  | Sand            | Stéphanie Foretz       | 6:3, 4:6, 6:3   |
| 13. | August 2008        | Wahlstedt         | ITF $10.000  | Sand            | Giulia Gatto-Monticone | 6:3, 6:0        |
| 14. | März 2010          | Buchen            | ITF $10.000  | Teppich (Halle) | Iryna Burjatschok      | 6:1, 6:3        |
| 15. | Mai 2010           | Caserta           | ITF $25.000  | Sand            | Sloane Stephens        | 6:3, 6:3        |
| 16. | Juli 2010          | Cuneo             | ITF $100.000 | Sand            | Pauline Parmentier     | 6:0, 6:2        |
| 17. | September 2010     | Saint-Malo        | ITF $100.000 | Sand            | Alizé Cornet           | 6:2, 2:6, 6:2   |
| 18. | Oktober 2011       | Las Vegas         | ITF $50.000  | Hartplatz       | Alexa Glatch           | 6:72, 6:3, 7:64 |
| 19. | Oktober 2011       | Troy              | ITF $50.000  | Hartplatz       | Varvara Lepchenko      | 6:1, 6:2        |
| 20. | Oktober 2011       | Rock Hill         | ITF $25.000  | Hartplatz       | Grace Min              | 7:5, 6:1        |
| 21. | Juli 2012          | Biarritz          | ITF $100.000 | Sand            | Mandy Minella          | 7:5, 7:5        |
| 22. | August 2012        | Bronx             | ITF $50.000  | Hartplatz       | Anna Tschakwetadse     | 5:7, 6:3, 6:3   |
| 23. | 18. Mai 2015       | La Marsa          | ITF $25.000  | Sand            | Anastasja Sevastova    | 6:3, 6:3        |
| 24. | 9. August 2015     | Bad Saulgau       | ITF $25.000  | Sand            | Cristina Dinu          | 6:3, 6:3        |
| 25. | 16. August 2015    | Hechingen         | ITF $25.000  | Sand            | Ana Bogdan             | 6:3, 1:6, 6:2   |
| 26. | 30. September 2018 | Antalya           | ITF $10.000  | Hartplatz       | Darja Nasarkina        | 6:0, 6:2        |

### Doppel
| Nr. | Datum            | Turnier    | Kategorie         | Belag   | Partnerin              | Finalgegnerinnen                       | Ergebnis         |
| --- | ---------------- | ---------- | ----------------- | ------- | ---------------------- | -------------------------------------- | ---------------- |
| 1.  | Februar 2005     | Mallorca   | ITF $10.000       | Sand    | Adriana González-Peñas | Olga Brózda Tina Schiechtl             | 6:3, 7:5         |
| 2.  | März 2005        | Telde      | ITF $10.000       | Sand    | Vanessa Wellauer       | Irina Kotkina Charlene Vanneste        | 7:5, 6:2         |
| 3.  | April 2005       | Rom        | ITF $10.000       | Sand    | Adriana González-Peñas | Gréta Arn Janette Bejlková             | 6:3, 6:3         |
| 4.  | April 2006       | Bari       | ITF $25.000       | Sand    | Caroline Schneider     | Stefanie Haidner Darija Jurak          | 7:5, 6:2         |
| 5.  | Mai 2006         | Manavgat   | ITF $25.000       | Sand    | Tzipora Obziler        | Matea Mezak İpek Şenoğlu               | 4:6, 6:4, 6:0    |
| 6.  | September 2006   | Denain     | ITF $75.000       | Sand    | Deutschland            | Klaudia Jans-Ignacik Alicja Rosolska   | 4:6, 6:2, 6:4    |
| 7.  | März 2009        | Buchen     | ITF $10.000       | Teppich | Sandra Martinovic      | Kateryna Herth Anastasia Poltoratskaya | 5:7, 7:5, [10:8] |
| 8.  | September 2009   | Mestre     | ITF $50.000+H     | Sand    | Sandra Klemenschits    | Kristina Barrois Yvonne Meusburger     | 6:4, 6:1         |
| 9.  | November 2009    | Mallorca   | ITF $10.000       | Sand    | Laura Pous Tió         | Leticia Costas Inés Ferrer Suárez      | 7:65, 6:2        |
| 10. | Dezember 2009    | Benicarló  | ITF $10.000       | Sand    | Laura Pous Tió         | Alexandra Cadanțu Diana Enache         | 6:4, 6:3         |
| 11. | 28. Oktober 2012 | Ismaning   | ITF $75.000+H     | Teppich | Amra Sadiković         | Jill Craybas Eva Hrdinová              | 4:6, 6:3, [10:7] |
| 12. | 27. April 2014   | Marrakesch | WTA International | Sand    | Garbiñe Muguruza       | Katarzyna Piter Maryna Zanevska        | 4:6, 6:2, [11:9] |

## Abschneiden bei Grand-Slam-Turnieren

### Einzel
| Turnier         | 2006 | 2007 | 2008 | 2009 | 2010 | 2011 | 2012 | 2013 | 2014 | 2015 | 2016 | 2017 | 2018 | 2019 | Karriere |
| --------------- | ---- | ---- | ---- | ---- | ---- | ---- | ---- | ---- | ---- | ---- | ---- | ---- | ---- | ---- | -------- |
| Australian Open | Q2   | 1    | —    | —    | —    | 1    | 3    | 2    | —    | 1    | —    | —    | —    | —    | 3        |
| French Open     | Q3   | 1    | —    | Q2   | Q1   | 1    | 1    | 1    | 1    | Q1   | Q1   | —    | —    | Q2   | 1        |
| Wimbledon       | 1    | —    | —    | —    | 2    | 1    | 2    | 1    | 1    | Q2   | —    | —    | —    | —    | 2        |
| US Open         | 1    | —    | —    | Q1   | 1    | 2    | 2    | —    | 1    | Q2   | —    | —    | —    | —    | 2        |

Zeichenerklärung: S = Turniersieg; F, HF, VF, AF = Einzug in den Final / Halbfinal / Viertelfinal / Achtelfinal; 1, 2, 3 = Ausscheiden in der 1. / 2. / 3. Hauptrunde; Q1, Q2, Q3 = Ausscheiden in der 1. / 2. / 3. Runde der Qualifikation; n. a. = nicht ausgetragen

### Doppel
| Turnier         | 2006 | 2007 | 2008 | 2009 | 2010 | 2011 | 2012 | 2013 | 2014 | 2015 | Karriere |
| --------------- | ---- | ---- | ---- | ---- | ---- | ---- | ---- | ---- | ---- | ---- | -------- |
| Australian Open | —    | 1    | —    | —    | —    | 1    | —    | 1    | —    | 1    | 1        |
| French Open     | —    | —    | —    | —    | —    | 1    | 1    | —    | —    | —    | 1        |
| Wimbledon       | —    | —    | —    | —    | —    | —    | —    | 2    | —    | —    | 2        |
| US Open         | 1    | —    | —    | —    | 1    | —    | 2    | —    | 1    | —    | 2        |